# Avenue Chazal
Pour les articles homonymes, voir Chazal.
L'avenue Chazal (en néerlandais : Chazallaan) est une avenue bruxelloise de la commune de Schaerbeek qui va de la place Dailly jusqu'à la jonction du boulevard Général Wahis et du boulevard Lambermont en passant par la grande rue au Bois, la rue Joseph Coosemans, la rue Auguste Lambiotte, l'avenue Rogier, la rue Paul Devigne, l'avenue Général Eisenhower et l'avenue Ernest Cambier.
L'avenue porte le nom d'un militaire et homme politique belge, Pierre Chazal, né à Tarbes le 1er janvier 1808 et décédé à Uzos le 25 janvier 1892.
Tous les mardis matin de 8 h à 13 h il y a un marché qui va de la place Dailly et la rue Auguste Lambiotte. C'est l'un des 5 marchés hebdomadaires de la commune.

## Transport public
- côté place Dailly
  - arrêt Dailly du bus 29,61, 64 (STIB)
  - arrêt Dailly du bus Noctis N04 (STIB)
  - arrêt Dailly du bus 318, 351, 358, 410 (De Lijn)
  - station de taxi Dailly
  - carsharing Cambio (voiture partagée) - station Dailly (juste après le théâtre de La Balsamine)
- côté avenue Rogier
  - arrêt Patrie du tram 25 et des bus 64 et 65 (STIB)
- côté boulevard Lambermont
  - arrêt Chazal du tram 7 et 35 et du bus 64 (STIB)

## Adresses notables
- no 14 : Wibra
- nos 181-183 : École primaire enseignement spécialisé communal (bâtiment passif)[1]

## Galerie

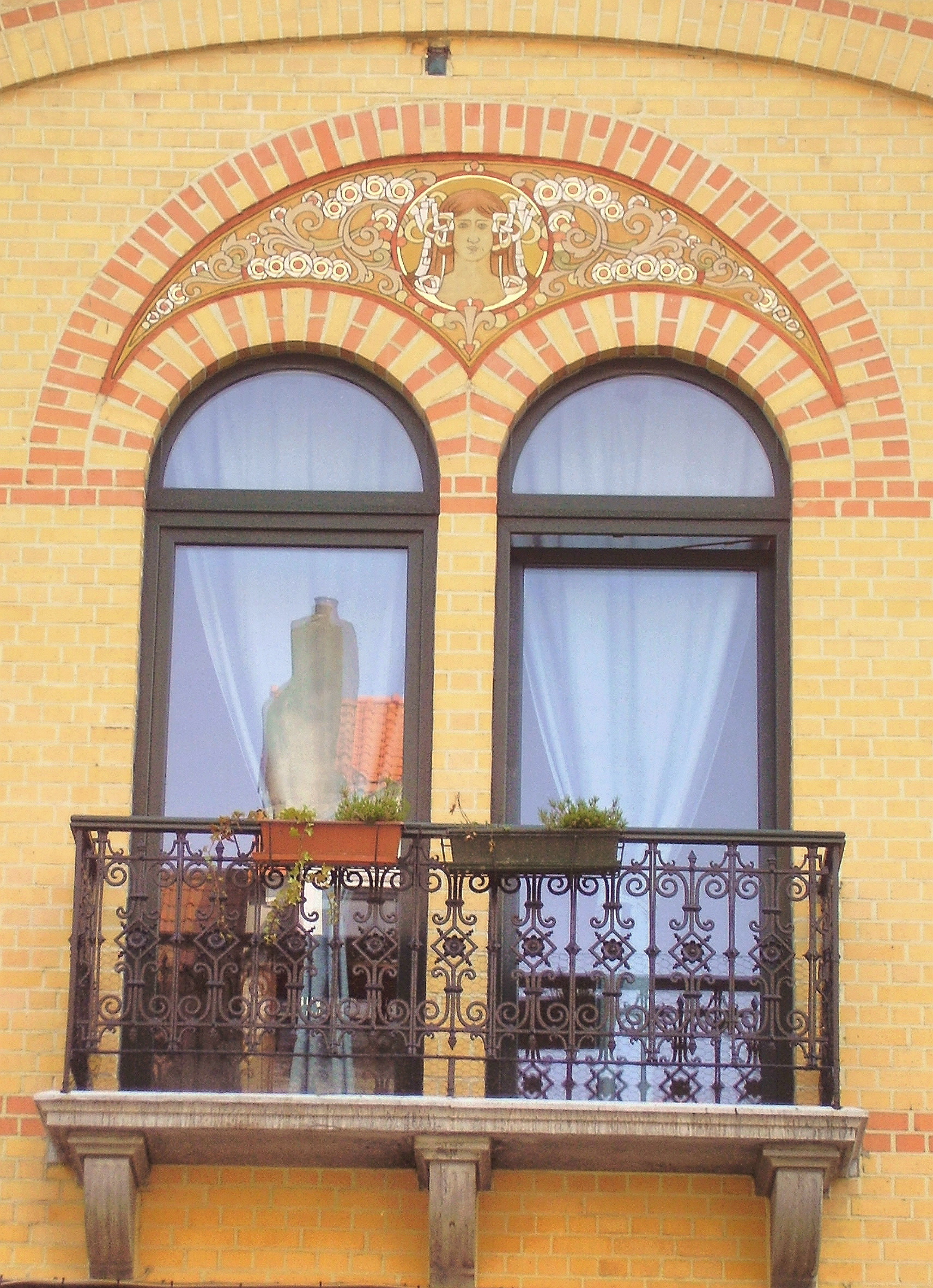
Sgraffite au no 67
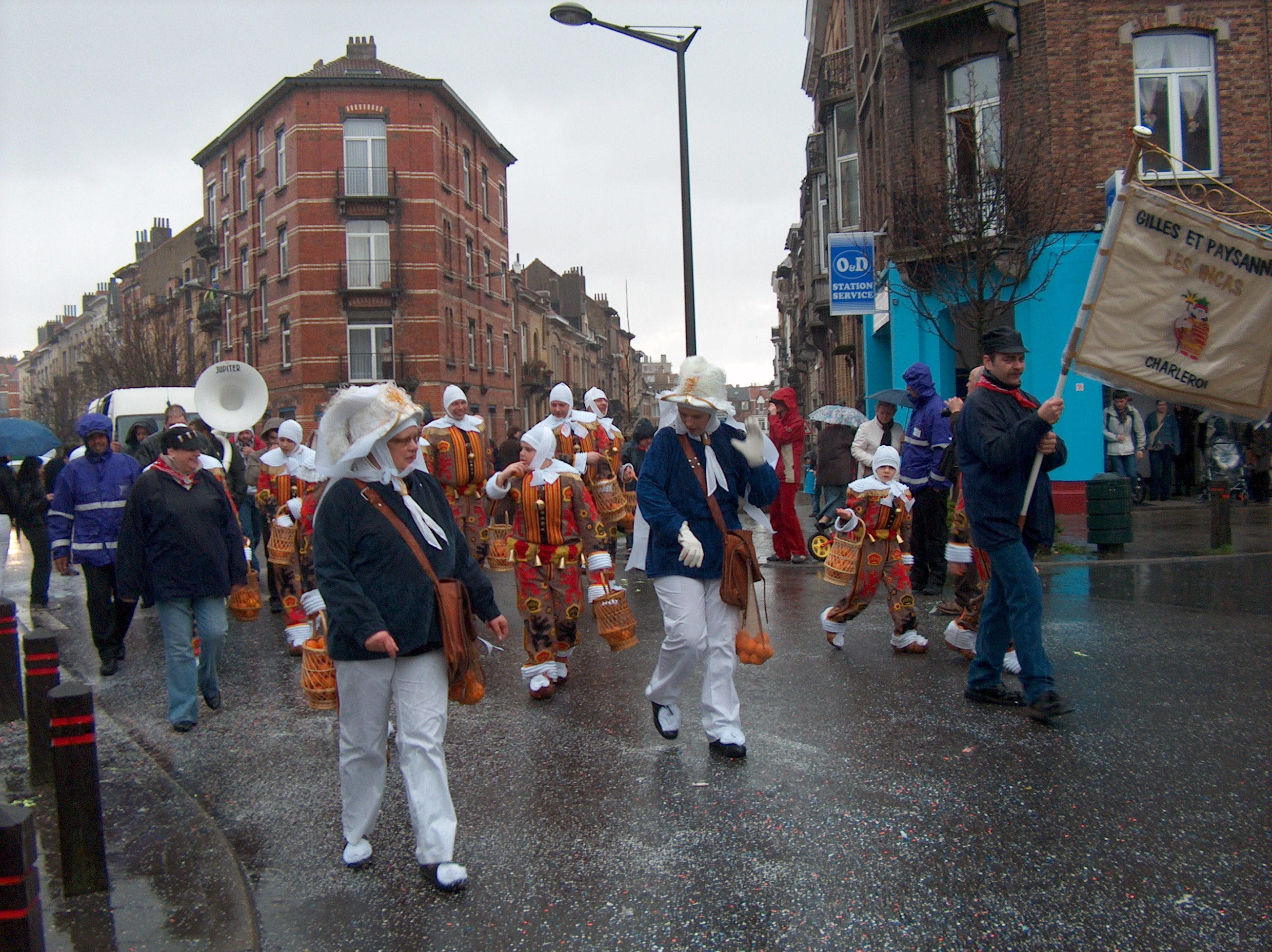
Le Scharnaval défilant avenue Chazal
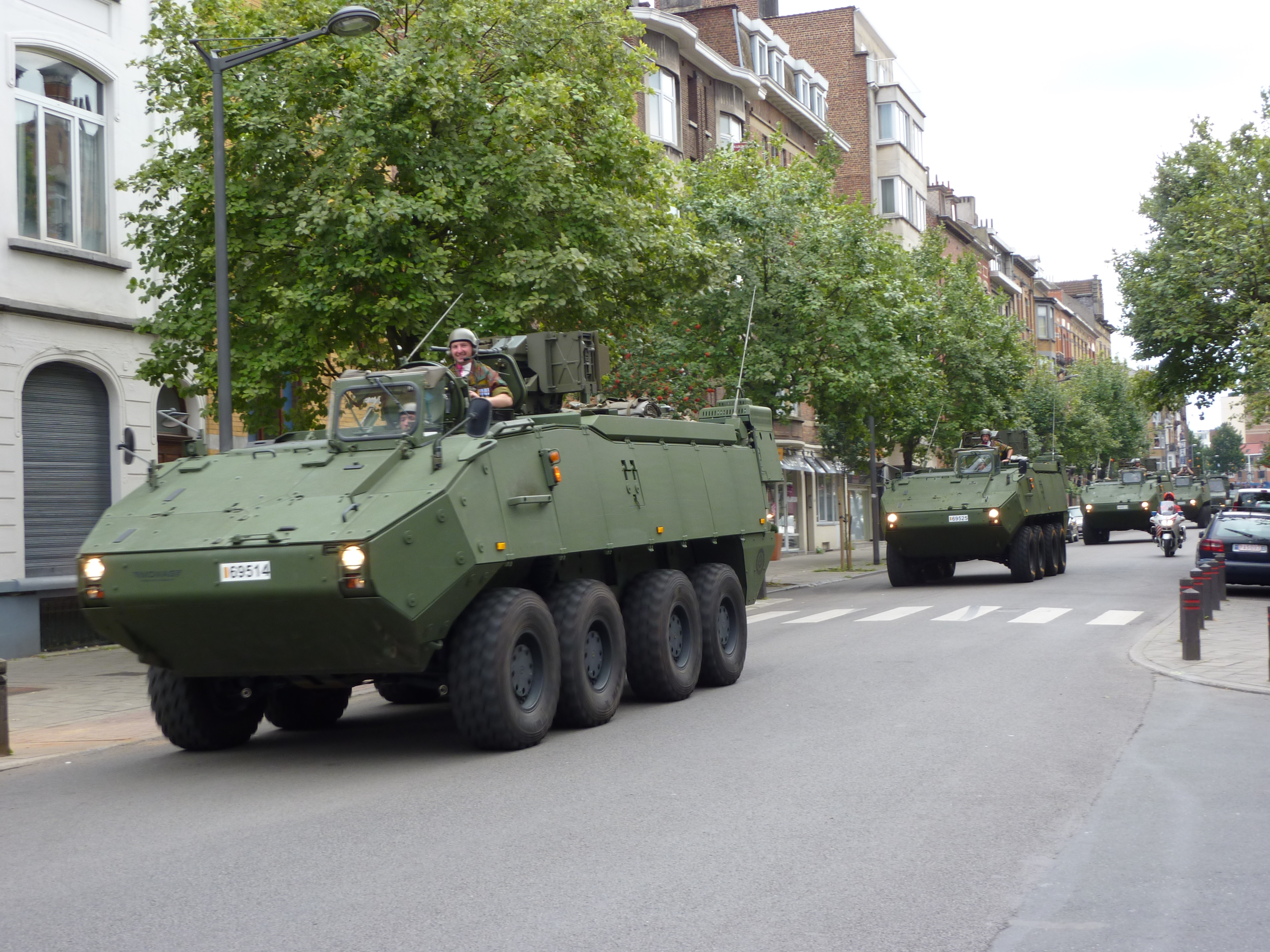
Retour du défilé militaire du 21 juillet par l'avenue Chazal